# گاریک مارتیروسیان
گاریک مارتیروسیان (ارمنی: Գարիկ Մարտիրոսյան؛ زادهٔ ۱۴ فوریهٔ ۱۹۷۴) کمدین، شومن، مجری تلویزیون، بازیگر، متخصص اعصاب، روان‌درمانی، مجری، و شوخی اهل ارمنستان است.

## زندگی‌نامه
گاریک مارتیروسیان در 14 فوریه 1974 در ایروان، ارمنستان، اتحاد جماهیر شوروی به دنیا آمد. در سال 2002 از دانشگاه دولتی پزشکی ایروان در رشته مغز و اعصاب فارغ التحصیل شد. او سه سال در یک بیمارستان روانی کار کرد. از سال 1993 تا 2002، او عضو (کاپیتان از 1997) تیم ارمنیان جدید برنامه تلویزیونی روسیه KVN بود. در سال 2003 با کمک هموطنان جدید ارمنی آرتور جانیبکیان و آرتاش سرکسیان کلاب کمدی را تأسیس کرد. 
او به همراه لاریسا دولینا برنده برنامه تلویزیونی دو ستاره شد. او مجری دو فصل اول Minute of Fame، نسخه روسی سریال America's Got Talent در کانال یک بود. او و همسرش ژانا لوینا در سوچی با هم آشنا شدند و یک دختر به نام یاسمین دارند که در سال 2004 به دنیا آمد و پسرش دانیل متولد 2009 است.

## زندگی سیاسی
در مارس 2007، برادرش لوون مارتیروسیان اعلام کرد که گاریک قصد دارد در مبارزات انتخاباتی حزب متحد لیبرال-ملی ارمنستان شرکت کند. ایده تأسیس حزب متعلق به گاریک بود.